# Paul Jérémie Bitaubé
Paul Jérémie Bitaubé (Koenigsberg, 1732 — París, 1808) fou un pastor calvinista, escriptor i traductor, nascut en el si d'una família de refugiats francesos. És principalment conegut per les seves traduccions de la Ilíada i de l'Odissea de Homer. La seva reputació va ser gran, a finals del segle xviii, a França i a Alemanya.

## Biografia
Nascut a Prússia de pares d'origen francès, Bitaubé havia estat destinat per aquests al sacerdoci, en un temps en què diversos gentilhomes de la mateixa colònia havien abraçat aquest estat. Bitaubé va predicar com els altres (Prusse litéraire, t. 1er, pàg. 261 i 262) ; però el seu gust dominant el portava a la literatura, i, el 1762, va publicar, a Berlín, un traducció de la Ilíada d'Homer abreujada, escrita en francès.
Encara que nascut i educat a Prússia, va voler sempre escriure en la llengua de Voltaire, i es podria gairebé dir de Frederic el Gran. Era membre de l'acadèmia reial de Berlín; però s'avorria a aquesta ciutat, i anava a passar anys sencers a París, sense el permís del rei. Es parla d'aquestes absències insòlites, qui disgustaven al rei, a la Vie de Frédéric II (Estrasburg, 1787, in-12, t. IV, pàg. 71). El gran Frederic volia tenir a mà els membres del seu acadèmia reial, com els seus soldats. Hi havia doncs, per Bitaubé, el perill d'ésser donat de baixa del col·legi dels acadèmics de Berlín, i de perdre les prerrogatives lligades a aquest títol. El marcgravi de Anspach, del qual havia estat el conseller resident a la cort de Berlín, li va procurar el mitjà i el permís de residir a París, sense cessar d'ésser membre de l'acadèmia de Berlín.
Agregat a l'Académie des inscriptions et belles-lettres poc de temps després de la publicació de la seva Odissea, Bitaubé va aplicar totes les seves habilitats a produir una nova edició de la seva traducció completa d'Homer. No obstant això, la Revolució va arribar, França va declarar la guerra a Prússia, i Bitaubé, que s'havia quedat a França, es va veure privat de les seves pensions, que no li foren pagades fins que arribà la pau.
Quan, a l'any IV, l'Institut de França fou establert, Bitaubé en fou nomenat un dels primers membres, i l'any VI n'era el president.

## Obres i traduccions
Obres
- Deux poèmes en prose, 1763
- Examen de la profession de foi du vicaire savoyard, 1763
- Joseph, poème en prose, qui sera édité en 1767
- De l'influence des belles-lettres sur la philosophie, 1769
- Éloge de Corneille, qui a concouru à l'Académie de Rouen en 1768, 1775
- Guillaume de Nassau, renommé les Bataves en 1796,[2] 1787
- Vie de Frédéric II, 1787

Traduccions
- Traducció de la Ilíada d'Homer, primera edició a París l'any 1764, represa i corregida l'any 1780[2] i posteriorment el 1784[1]
- Traducció de l'Odissea de Homère, primera edició l'any 1785.[1][2]
- Traducció de Hermann i Dorotea de Goethe en francès l'any 1795.[2]